# 新黨改革
新黨改革（新党改革）是日本的一個政黨。前身是2008年由前民主黨離黨議員渡邊秀央等人成立的改革俱樂部（改革クラブ）。2010年前自由民主黨的實力派議員舛添要一加入後，改為現名。2016年7月11日解散。

## 概要
2008年，以前郵政大臣渡邊秀央為首的3名參議院議員因反對民主黨的執行部運營離黨，他們認為民主黨利用扭曲國會試圖搞亂日本的政局，使國會失去作用，並沒有履行其宣稱的「人民生活優先」的方針。他們聯同其他兩名無黨派議員，在8月29日宣布建立新黨改革俱樂部。在建黨第二個月即滿足《政黨助成法》的條件成為正式政黨。
在建黨至2009年總選舉期間，改革俱樂部與自公連立政權保持「閣外合作」——即不參與政權內閣，但在重大方針上和聯合政權立場保持一致。在印度洋供油活動、麻生內閣的「五項目要望書」等重要提案上發揮過不小的作用。8月總選舉自民黨落敗，改革俱樂部唯一推舉的候選人也落敗，黨內的國會議員只剩下4人，改革俱樂部由政黨變回政治團體。10月，無黨派議員中村喜四郎入黨，再一次滿足政黨條件。
2010年4月，自民黨最具有民望的實力派議員舛添要一因多次挑戰總裁谷垣禎一的領導權不成功，決定離黨和改革俱樂部合作組建新黨。經過改組，改革俱樂部於4月23日改名為新黨改革，由舛添出任黨代表，創黨代表渡邊轉任最高顧問，随舛添退出自民黨的两名自民黨参议员也加入该党，而该党原有两名国会议员因为对舛添不满而退出该党，成为无所属国会议员。
2016年7月，在第24届日本参议院议员通常选举中，新党改革没有获得任何席次，同时失去所有国会议席，党首荒井广幸宣布解散该党。

## 歷代代表一覽
| 代 | 代表 | 代表     | 期 | 就任日        | 退任日        |
| -- | ---- | -------- | -- | ------------- | ------------- |
| 1  |      | 渡邊秀央 | 1  | 2008年8月29日 | 2010年4月22日 |
| 2  |      | 舛添要一 | 1  | 2010年4月23日 | 2013年7月22日 |
| 3  |      | 荒井廣幸 | 3  | 2013年7月22日 | 2016年7月11日 |

## 黨勢推移

### 眾議院
| 選舉           | 当選/候補者 | 定数 | 備註           |
| -------------- | ----------- | ---- | -------------- |
| （結黨時）     | 0/-         | 480  |                |
| 第45回總選舉   | 0/1         | 480  |                |
| （2009年10月） | 1/-         | 480  | 中村喜四郎入黨 |
| （2010年4月）  | 0/-         | 480  | 中村喜四郎離黨 |

### 參議院
| 選舉          | 当選/候補者 | 定数 | 備註                   |
| ------------- | ----------- | ---- | ---------------------- |
| （結黨時）    | 4/-         | 242  |                        |
| （2010年4月） | 6/-         | 242  | 舛添要一入黨，黨名变更 |

## 外部連結
- 官方網頁 （页面存档备份，存于）